# Convento de las Siervas (Cartagena)
El Convento de las Siervas de Jesús fue un convento, actualmente desaparecido, de la ciudad española de Cartagena (Región de Murcia), situado en la calle Ángel Bruna. Fue construido en el año 1917 y demolido en 2001.

## Historia
La llegada de la orden monástica femenina de las Siervas de Jesús a Cartagena se produjo el 1 de septiembre de 1888, ubicándose en un primer lugar en la calle Honda para posteriormente trasladarse a la Catedral de Santa María la Vieja, en la plaza de la condesa de Peralta. En 1902 la comunidad se componía de 16 monjas, entregadas al cuidado de enfermos a domicilio.
En 1906, y tras conseguir la cesión de la parcela por el Ayuntamiento, se comenzó a construir bajo planos del arquitecto Francisco de Paula Oliver Rolandi el convento que habitarían las religiosas, cuyas obras se dilataron hasta 1917 a causa de las dificultades económicas de la orden. El edificio resultante se encontraba en el Ensanche, frente a la Lonja de Frutas y Verduras y enclavado en lo que acabaría siendo el cruce entre las calles Ángel Bruna y Carlos III. Ya instaladas, las monjas sufrieron la inundación del 29 de septiembre de 1919, la «inundación de San Miguel», en la que se destacaron los médicos Ángel Sánchez de Val y Fernando Oliva en las labores de salvamento de las hermanas. Un año después, en la noche del 29 de diciembre de 1920, el convento sufrió un atentado con dos bombas, del que el periódico El Liberal de Murcia responsabilizó a los anarquistas, y al que el historiador Pedro María Egea Bruno alude como una respuesta al aumento de la represión policial en Barcelona.
Tras más de ochenta años de presencia de las Siervas de Jesús en la ciudad, en marzo de 1971 se cerró el convento por falta de vocaciones. El edificio fue entregado al Ayuntamiento, dirigido por el alcalde Ginés Huertas Celdrán, acordándose destinarlo «a necesidades de tipo social y educativo», y las monjas se trasladaron a Murcia. Desde aquel momento se le dieron varios usos, como alojamiento para los jinetes de las pruebas hípicas de Semana Santa, sede de los Juzgados de Primera Instancia e Instrucción, cuartel de la Policía Municipal y la Brigada de Seguridad o recinto de ensayo para la Masa Coral Tomás Luis de Victoria. Terminó sin embargo siendo objeto de abandono, abriéndose un periodo en que el monasterio, con un grado 3 de protección, se deterioró hasta que su restauración se hizo inviable a ojos de las autoridades municipales.
En 2001, durante la primera legislatura de Pilar Barreiro al frente de la alcaldía, el inmueble fue declarado ruinoso y, previa aprobación por la Dirección General de Cultura de la Región de Murcia, se procedió a un derribo rápido a principios de agosto con objeto de dar paso a la construcción de un hotel de cinco estrellas. Esta decisión trajo la indignación de sociedades de defensa del patrimonio local, como las asociaciones Massiena o Adepa, que exigían que como mínimo se respetara la fachada, tal y como se establecía en el Plan General de Ordenación Urbana vigente. Finalmente los trámites para la construcción del nuevo hotel se paralizaron, y desde entonces el lugar antaño ocupado por el convento de las Siervas permanece como un solar.